# Франкенек
Франкенек (њем. Frankeneck) општина је у њемачкој савезној држави Рајна-Палатинат. Једно је од 48 општинских средишта округа Бад Диркхајм. Према процјени из 2010. у општини је живјело 844 становника. Посједује регионалну шифру (AGS) 7332018.

## Географски и демографски подаци
Франкенек се налази у савезној држави Рајна-Палатинат у округу Бад Диркхајм. Општина се налази на надморској висини од 173 метра. Површина општине износи 4,8 km². У самом мјесту је, према процјени из 2010. године, живјело 844 становника. Просјечна густина становништва износи 177 становника/km².

## Међународна сарадња
| Мјесто  | Држава               | Врста сарадње | Од    |
| ------- | -------------------- | ------------- | ----- |
|         | Француска            | партнерство   | 1968. |
|         | Француска            | партнерство   | 1968. |
|         | Француска            | партнерство   | 1968. |
| Тенбери | Уједињено Краљевство | партнерство   | 1966. |
| Извор   |                      |               |       |